# Kuglarz (ptak)
Kuglarz, akrobata (Terathopius ecaudatus) – gatunek dużego ptaka z podrodziny jastrzębi (Accipitrinae) w rodzinie jastrzębiowatych (Accipitridae), jedyny przedstawiciel rodzaju Terathopius. Występuje w Afryce Subsaharyjskiej i w południowo-zachodniej części Półwyspu Arabskiego. Zagrożony wyginięciem.

## Systematyka

### Taksonomia
Jest to jedyny przedstawiciel rodzaju Terathopius. Nie wyróżnia się podgatunków.

### Etymologia
- Terathopius (Terathopias, Teratopius, Teratophius, Therathopius, Torathropius): gr. τερας teras, τερατος teratos „cud, fenomen”; ωψ ōps, ωπος ōpos „wygląd”[14].
- Helotarsus: gr. ἡλος hēlos „guz, brodawka”; nowołac. tarsus „noga”, od gr. ταρσος tarsos „płaszczyzna stopy”[15].
- ecaudatus: nowołac. ecaudatus „bezogonowy, bez ogona”, od łac. ex- „brak, bez”; -caudatus „-ogonowy”, od cauda „ogon”[16].
- typicus: łac. typicus „typowy, typ”, od gr. τυπικος tupikos „typowy, zgodny z typem”, od τυπος tupos „typ”[17].

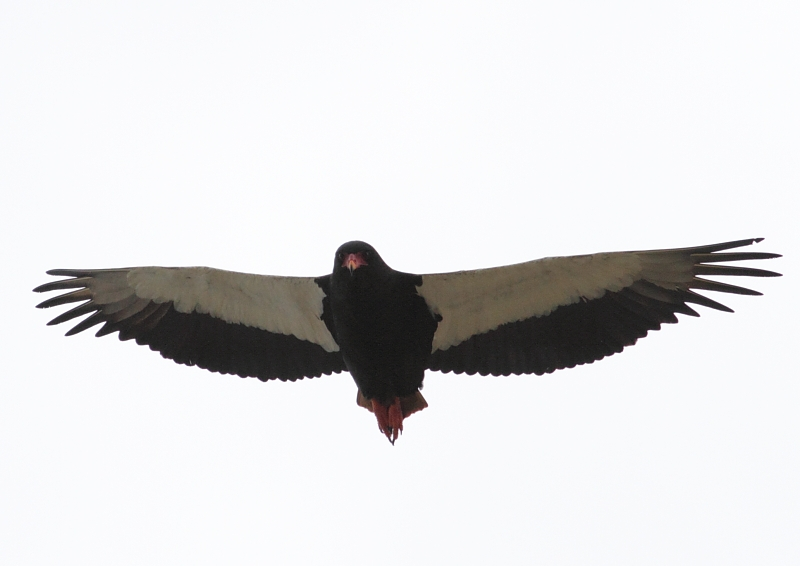
Samiec w locie

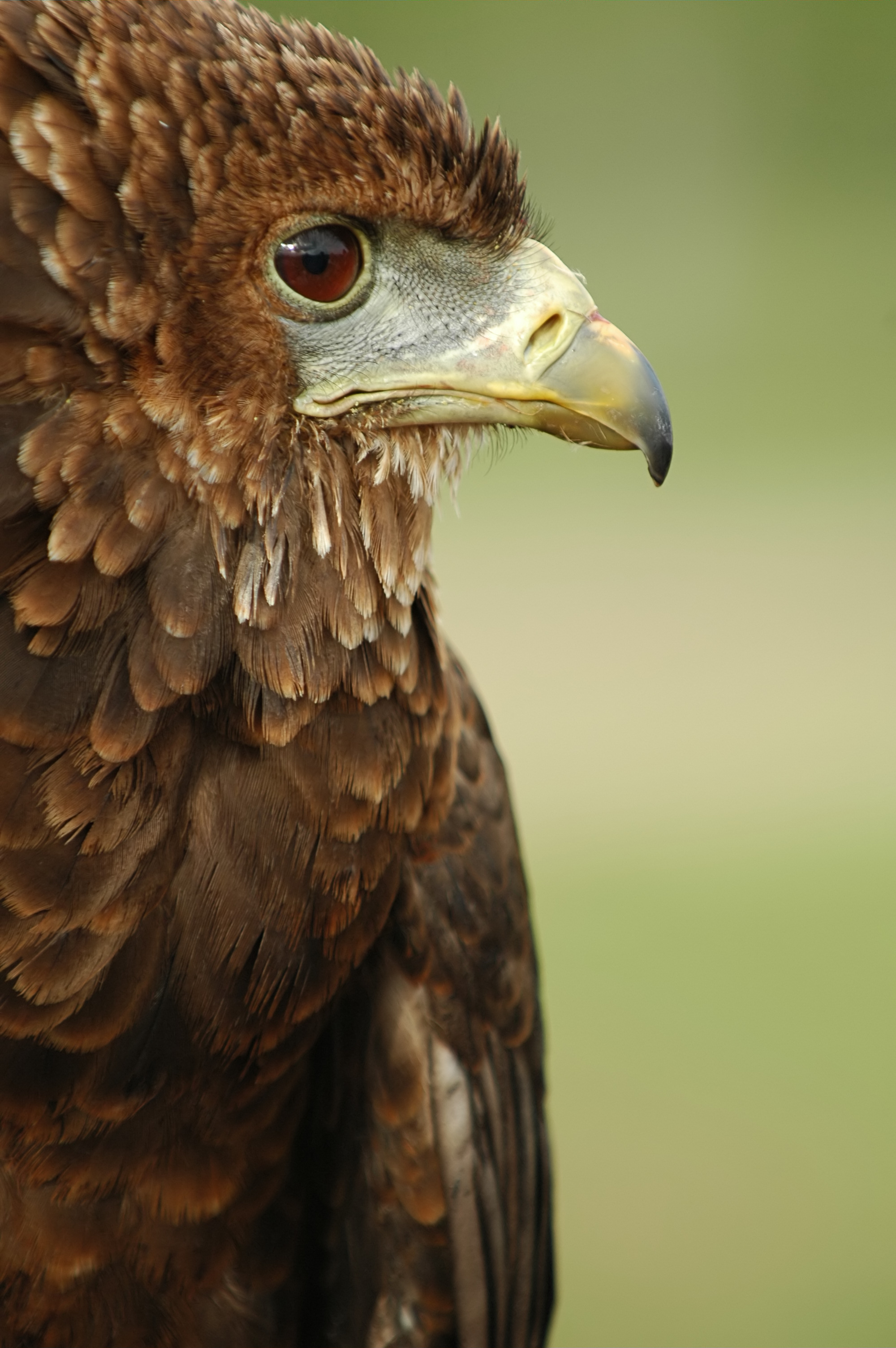
Głowa młodego osobnika

## Morfologia
Długość ciała 55–70 cm, rozpiętość skrzydeł 168–190 cm; masa ciała 1820–2950 g. Czarny brzuch i głowa, grzbiet brązowy, skrzydła w różnych odcieniach szarości. Dziób czerwono-pomarańczowy. Samica większa od samca.

## Zasięg występowania
Kuglarz występuje od południowej Mauretanii i Senegambii na wschód do Sudanu, Erytrei i Etiopii, a następnie na południe (poza głównymi regionami zalesionymi) do Namibii i Południowej Afryki; także w południowo-zachodniej części Półwyspu Arabskiego, gdzie prawdopodobnie odbywa lęgi (przynajmniej zdarzało się to dawniej).

## Ekologia
Biotop
Od sawann i równin po rejony górskie (wysokość do 4000 m n.p.m.).
Tryb życia
Dzienny tryb życia. Kuglarz należy do najchętniej latających jastrzębiowatych, podczas jednego dnia może przebyć do 500 km, lecąc z prędkością 50–80 km/h. Często żyje w stadach dochodzących do 50 osobników.
Pożywienie
Kuglarz żywi się głównie małymi ssakami, ptakami, płazami, a nawet rybami. W młodym wieku zjada głównie padlinę. Najczęściej poluje rzucając się z góry na ofiarę, chwyta także ptaki w locie. Potrafi ukraść zdobycz innemu drapieżnemu ptakowi.
Rozmnażanie
Kuglarze tworzą zwykle pary na całe życie. Gniazdo zakładają pomiędzy grudniem a czerwcem, najczęściej w lutym i marcu, zwykle na drzewie chlebowym lub akacji. Samica składa jedno, duże jajo, białe z czerwonobrązowymi plamkami. Wysiadują je oboje rodzice. Po wykluciu, pisklę jest kremowo-biało-brązowe. Przez pierwsze dni życia karmi je matka, potem dołącza się ojciec. Po 3 miesiącach pisklę uczy się latać, po 6 opuszcza gniazdo. Dojrzałość płciową osiąga w wieku trzech lat. Kuglarze żyją 12–15 lat.

## Status
W Czerwonej księdze gatunków zagrożonych IUCN kuglarz od 2020 roku jest klasyfikowany jako gatunek zagrożony (EN – Endangered); wcześniej, od 2009 roku miał status gatunku bliskiego zagrożenia (NT – Near Threatened), a jeszcze wcześniej uznawano go za gatunek najmniejszej troski (LC – Least Concern). W 2001 roku liczebność populacji szacowano na dziesiątki tysięcy osobników. Trend liczebności populacji oceniany jest jako silnie spadkowy ze względu na utratę siedlisk i zatrucia pestycydami lub zatrutymi przynętami.

## Kuglarz i ludzie
Kuglarz jest czczony przez afrykańskie plemiona, uważany za zwiastuna szczęścia. Europejczycy przybyli do Afryki tępili go, sądząc, że ptak porywa zwierzęta domowe.